# Lista monumentelor istorice din județul Prahova - J

Simbol utilizat pentru monumentele istorice

Lista monumentelor istorice din județul Prahova - J cuprinde monumentele istorice înscrise în Patrimoniul cultural național al României și aflate în localități din județul Prahova al căror nume începe cu litera J.
Lista completă este menținută și actualizată periodic de către Ministerul Culturii, Cultelor și Patrimoniului Național din România, prin intermediul Institutului Național al Patrimoniului, ultima versiune datând din 2015. Această listă cuprinde și actualizările ulterioare, realizate prin ordin al ministrului culturii.
Puteți căuta un monument din județul Prahova folosind formularul de mai jos sau puteți naviga prin toate monumentele din județ la lista monumentelor istorice din județul Prahova.
| Cod LMI           | Denumire                                                                 | Localitate                        | Localizare                                                                      | Datare, Creatori                 | Imagine               | Erori             |
| ----------------- | ------------------------------------------------------------------------ | --------------------------------- | ------------------------------------------------------------------------------- | -------------------------------- | --------------------- | ----------------- |
| PH-I-s-B-16187    | Situl arheologic de la Jercălăi                                          | localitatea Jercălăi; oraș Urlați | „La Mănăstire”                                                                  |                                  | Încarcă foto \| video | Raportează eroare |
| PH-I-m-B-16187.01 | Așezare                                                                  | localitatea Jercălăi; oraș Urlați | „La Mănăstire”                                                                  | sec. V - VII p. Chr.             | Încarcă foto \| video | Raportează eroare |
| PH-I-m-B-16187.02 | Așezare                                                                  | localitatea Jercălăi; oraș Urlați | „La Mănăstire”                                                                  | sec. IV a. Chr. - sec. I p. Chr. | Încarcă foto \| video | Raportează eroare |
| PH-II-m-A-16521   | Biserica de lemn „Sf. Arhangheli Mihail și Gavriil” a schitului Jercălăi | localitatea Jercălăi; oraș Urlați | 1 45.02093°N 26.22384°E                                                         | 1731, strămutări 1928, 1954      |                       | Raportează eroare |
| PH-II-m-B-16522   | Casa Ana Mihai                                                           | sat Jugureni; comuna Jugureni     | 45                                                                              | prima jum. sec. XIX              | Încarcă foto \| video | Raportează eroare |
| PH-II-m-B-16523   | Casa Elena Constantinescu                                                | sat Jugureni; comuna Jugureni     | 45                                                                              | înc. sec. XX                     | Încarcă foto \| video | Raportează eroare |
| PH-IV-m-B-16908   | Cruce de pomenire, din piatră                                            | localitatea Jercălăi; oraș Urlați | Lângă biserică, în incinta schitului „Sf. Maria” - Jercălăi 45.02087°N 26.224°E | sec. XVI                         |                       | Raportează eroare |
| PH-IV-m-B-16909   | Cruce de pomenire, din piatră                                            | sat Jugureni; comuna Jugureni     | La „Fântâna Mărului”                                                            | 1783 - 1786                      | Încarcă foto \| video | Raportează eroare |